# Jurandir de Andrade Arrué
Jurandir de Andrade Arrué, mais conhecido como Jurandir (Porto Alegre, 11 de setembro de 1951 — Porto Alegre, 26 de junho de 2019) foi um futebolista brasileiro que atuou como ponta-esquerda.

## Carreira
Iniciou sua carreira no Novo Hamburgo e passou por clubes do Brasil, como Grêmio, Inter de Lages, Avaí e Bahia, até se aposentar no Bagé em 1988. Jogou fora do país quando defendeu o C.D. Águila de El Salvador.
Após encerrar a carreira, Jurandir foi comerciante em sua cidade natal, e fez parte da Esporte Coop (Cooperativa de Trabaho dos Esportistas Práticas do Brasil), participando de projetos como o Social Futebol Clube, iniciativa da Secretaria Municipal de Esportes de Porto Alegre, que trabalha com crianças carentes.

## Morte
Morreu em 26 de junho de 2019, no Hospital Santa Clara, em Porto Alegre, vítima de um câncer no fígado.

## Títulos
Grêmio
- Campeonato Gaúcho: 1979 e 1980
- Campeonato Brasileiro: 1981